# 美國海軍教育與訓練司令部
海軍教育與訓練司令部（英語：Naval Education and Training Command）是美國海軍負責招募與訓練人員的指揮單位，號稱「從街道至艦隊」（street-to-fleet），將平民轉變成為技能嫻熟，作戰能力強且隨時待命的戰鬥人員。

## 機構
- 水面作戰系統中心（英语：Center for Surface Combat Systems）
- 資訊作戰訓練中心（英语：Center for Information Warfare Training）
- 保安部隊中心（英语：Center for Security Forces）
- 爆裂物處理和潛水中心（英语：Center for Explosive Ordnance Disposal & Diving）
- 海豹與特種舟艇中心（Center for SEAL and SWCC）
- 海軍潛艇學習中心（Naval Submarine Learning Center）
- 海軍航空技術訓練中心（Center for Naval Aviation Technical Training）
- 海蜂與設施工程中心（Center for Seabees and Facilities Engineering）
- 水面作戰學校司令部（Surface Warfare Schools Command）